# Liste der Biografien/Pao
Liste der Biografien |
Portal Biografien |
Personensuche
# |
A |
B |
C |
D |
E |
F |
G |
H |
I |
J |
K |
L |
M |
N |
O |
P |
Q |
R |
S |
T |
U |
V |
W |
X |
Y |
Z |
?
 
Pa |
Pc |
Pe |
Pf |
Ph |
Pi |
Pj |
Pk |
Pl |
Pm |
Pn |
Po |
Pr |
Ps |
Pt |
Pu |
Pv |
Pw |
Py
 
Paa |
Pab |
Pac |
Pad |
Pae |
Paf |
Pag |
Pah |
Pai |
Paj |
Pak |
Pal |
Pam |
Pan |
Pao |
Pap |
Paq |
Par |
Pas |
Pat |
Pau |
Pav |
Paw |
Pax |
Pay |
Paz
Die Liste der Biografien führt alle Personen auf, die in der deutschsprachigen Wikipedia einen Artikel haben. Dieses ist eine Teilliste mit 62 Einträgen von Personen, deren Namen mit den Buchstaben „Pao“ beginnt.

## Pao
- Pao, Michelle (* 1992), US-amerikanische Fußballspielerin
- Pao, Pisay (* 1984), amerikanische Schauspielerin

### Paol
- Paola (* 1982), griechische Sängerin
- Paola, Danna (* 1995), mexikanische Sängerin und SchauspielerinDanna Paola (* 1995)

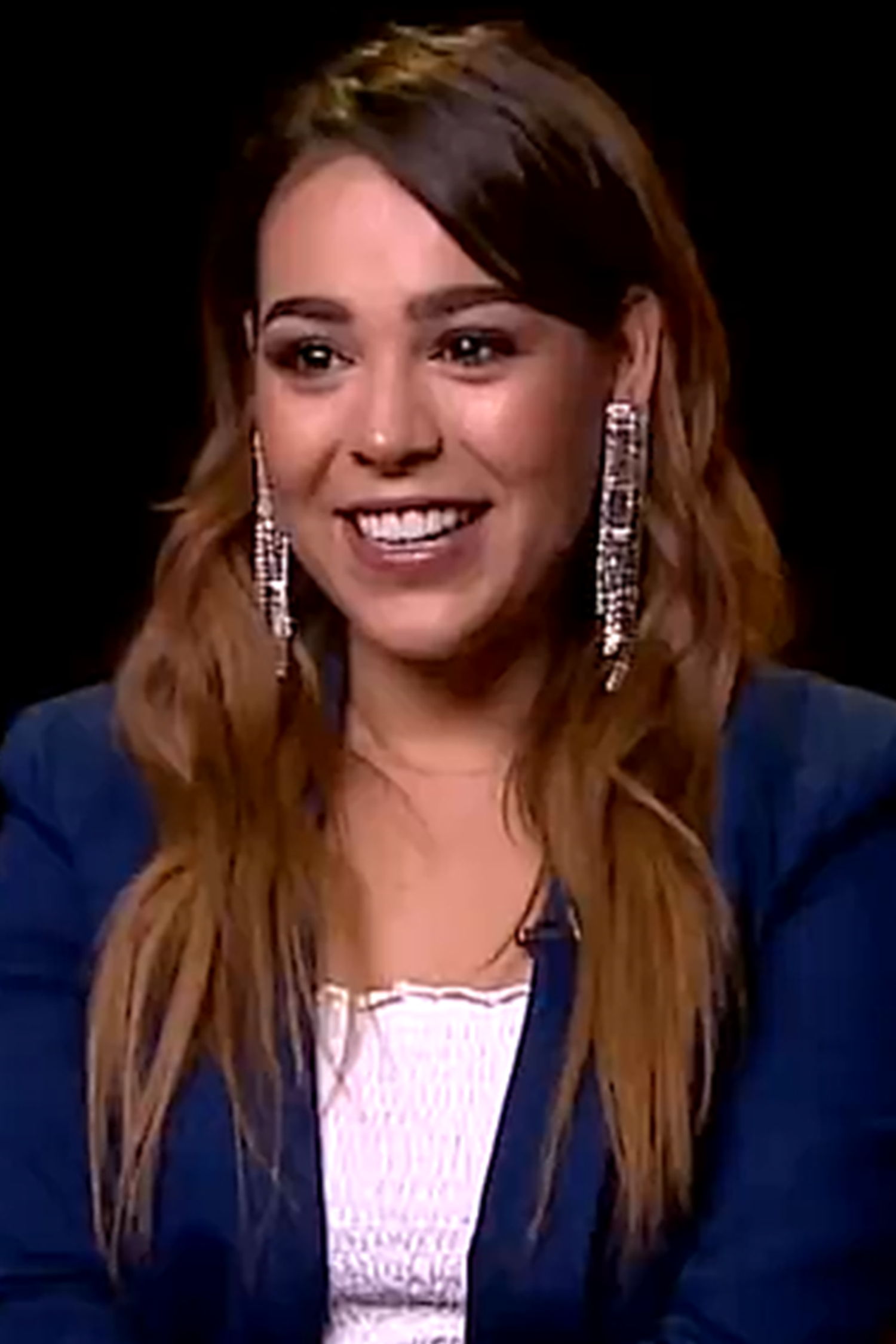
Danna Paola (* 1995)

- Paole, Arnold, serbischer Hajduk, belegter Vampir
- Paolella, Domenico (1915–2002), italienischer Filmregisseur und Drehbuchautor
- Paoletti, Antonio Ermolao (1834–1912), italienischer Genremaler, Freskant und Kunstpädagoge
- Paoletti, Matilde (* 2003), italienische Tennisspielerin
- Paoli, französischer Ruderer
- Paoli, Amalia (1861–1942), puerto-ricanische Sängerin
- Paoli, André (* 1947), französischer Sprinter
- Paoli, Andrea (* 1992), libanesische Taekwondoin
- Paoli, Angelus (1642–1720), Karmelit
- Paoli, Antonio (1871–1946), puerto-ricanischer Opernsänger (Tenor)
- Paoli, Betty (1814–1894), österreichische Lyrikerin, Novellistin, Journalistin und Übersetzerin
- Paoli, Cesare (1840–1902), italienischer Historiker und Paläograf
- Paoli, Enrico (1908–2005), italienischer Schachspieler und Autor von Schachkompositionen
- Paoli, Gino (* 1934), italienischer Cantautore und Politiker, Mitglied der Camera dei deputati
- Paoli, Guillaume (* 1959), französisch-deutscher Schriftsteller
- Paoli, Ignatius (1818–1885), italienischer römisch-katholischer Geistlicher
- Paoli, Letizia (* 1966), italienische Kriminologin
- Paoli, Luciana, italienisches Model und Schauspielerin
- Paoli, Michel (* 1966), französischer Italianist
- Paoli, Pasquale (1725–1807), korsischer Revolutionär und Widerstandskämpfer
- Paoli, Pierre (1921–1946), französischer Gestapo-Agent
- Paoli, Pietro (1759–1839), italienischer Mathematiker
- Paoli, Raoul (1887–1960), französischer Sportler und Filmschauspieler
- Paoli, Vanna (* 1948), italienische Regisseurin und Drehbuchautorin
- Paolillo, Matteo (* 1995), italienischer Schauspieler und Popsänger
- Paolinelli, Bruno (1923–1991), italienischer Filmregisseur und -produzent
- Paolini, Christopher (* 1983), US-amerikanischer AutorChristopher Paolini (* 1983)

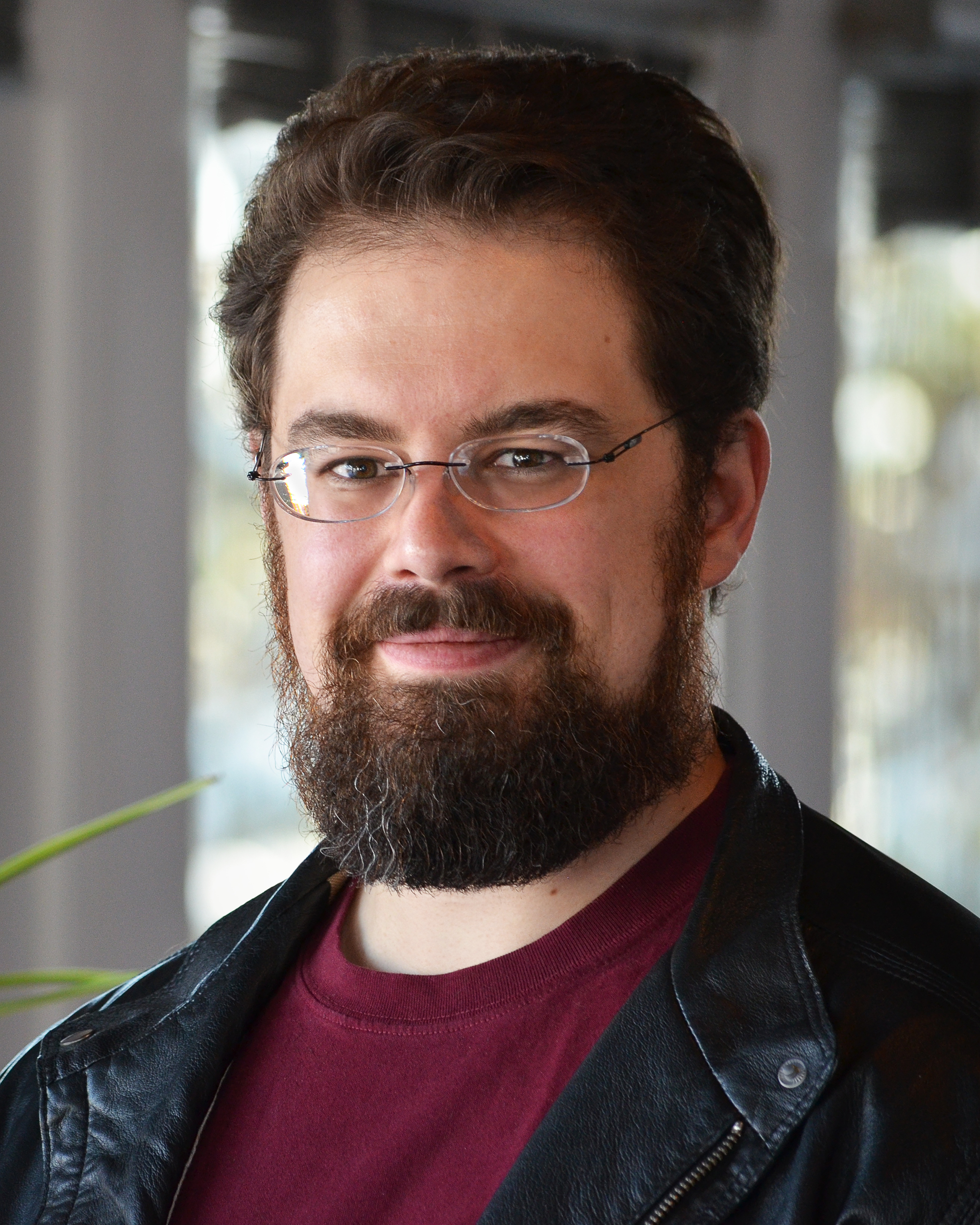
Christopher Paolini (* 1983)

- Paolini, Enrico (1945–2025), italienischer Radrennfahrer
- Paolini, Giulio (* 1940), italienischer Maler, Objekt- und Konzeptkünstler
- Paolini, Jasmine (* 1996), italienische TennisspielerinJasmine Paolini (* 1996)

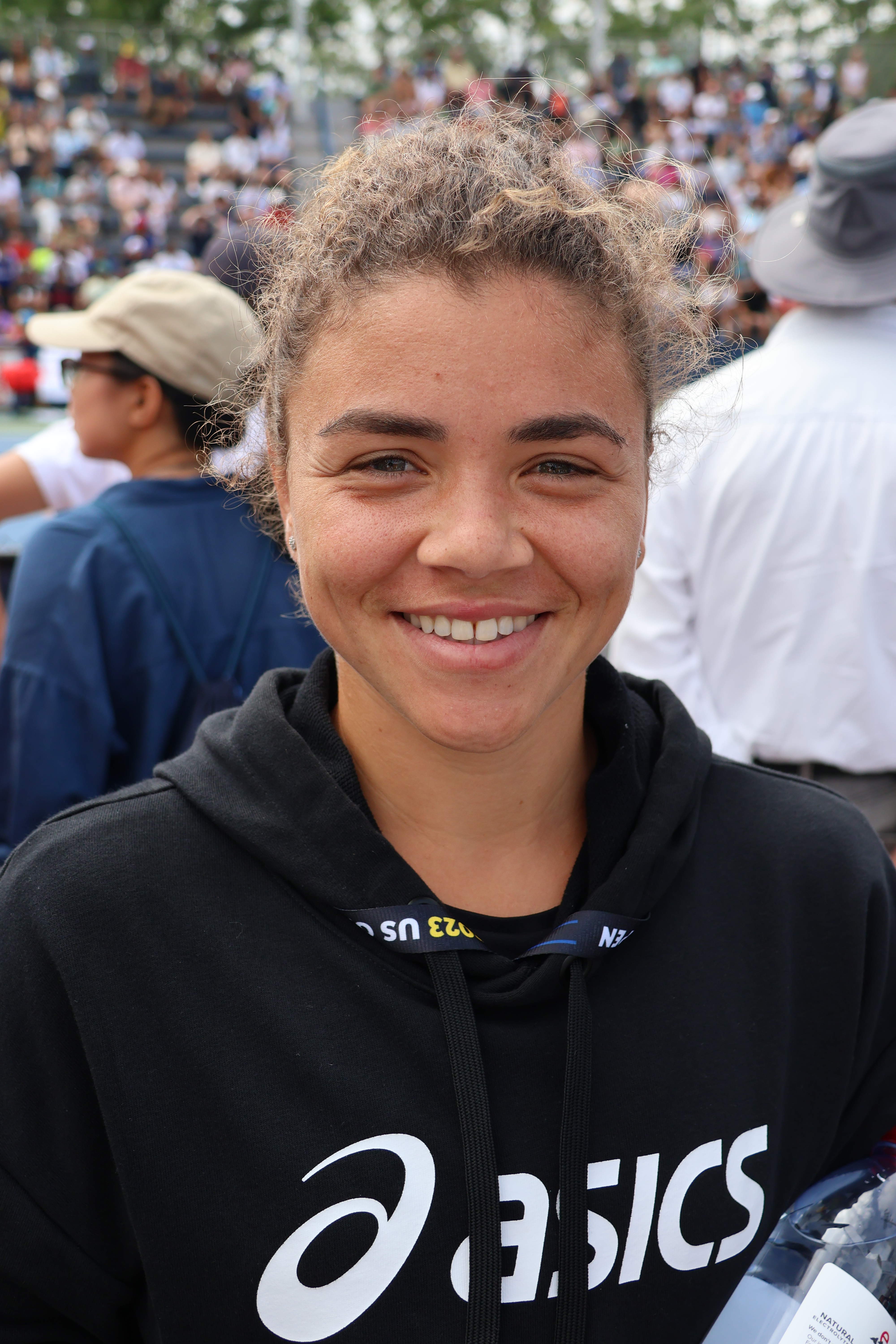
Jasmine Paolini (* 1996)

- Paolini, Luca (* 1977), italienischer Radrennfahrer
- Paolini, Remo (1921–2012), italienischer Diplomat
- Paolino, Jorge (* 1949), argentinischer Fußballspieler
- Paolo da Pergola († 1455), italienischer Mathematiker, Philosoph und Logiker
- Paolo Emilio Cesi (1481–1537), italienischer Kardinal
- Paolo Foscari, venezianischer Adeliger und Geistlicher
- Paolo Romano († 1618), italienischer Bildhauer und Architekt der Renaissance
- Paolo Trinci (* 1309), Laienbruder im Franziskanerorden
- Paolo, Connor (* 1990), US-amerikanischer Schauspieler
- Paolo, Giannicola di († 1544), italienischer Maler aus Perugia
- Paolone, Filippo (* 1917), italienischer Journalist, Dokumentarfilmer und Filmlobbyist
- Paoloni, Paolo (1929–2019), italienischer Schauspieler
- Paolozzi, Eduardo (1924–2005), schottischer Graphiker und Bildhauer
- Paolucci Bedini, Luciano (* 1968), italienischer Geistlicher, römisch-katholischer Bischof von Gubbio und Città di Castello
- Paolucci, Alex, italienischer Filmregisseur und Schauspieler
- Paolucci, Antonio (1939–2024), italienischer Kunsthistoriker und Museumsleiter
- Paolucci, Camillo (1692–1763), italienischer Geistlicher, päpstlicher Diplomat und Kardinal
- Paolucci, Fabrizio (1651–1726), italienischer Kardinal der Römischen Kirche
- Paolucci, Flavio (* 1934), Schweizer Maler, Bildhauer, Objekt- und Installationskünstler
- Paolucci, Francesco (1581–1661), italienischer Kardinal der Römischen Kirche
- Paolucci, Gianfranco (* 1934), italienischer Degenfechter
- Paolucci, Giovanni (1912–1964), italienischer Dokumentarfilmer und Filmregisseur
- Paolucci, Giuseppe (1726–1776), italienischer Komponist, Kapellmeister und Organist des musikalischen Barock
- Paolucci, Massimo (* 1959), italienischer Politiker
- Paolucci, Michele (* 1986), italienischer Fußballspieler

### Paon
- Paone, Nando (* 1956), italienischer SchauspielerNando Paone (* 1956)

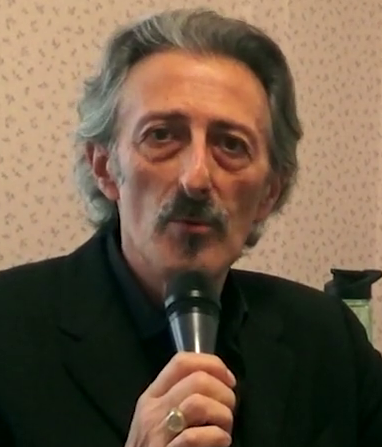
Nando Paone (* 1956)

- Paonessa, Mario (* 1990), italienischer Ruderer

### Paov
- Paović, Sandra (* 1983), kroatische Tischtennisspielerin